# Giro del Veneto 1935
Il Giro del Veneto 1935, tredicesima edizione della corsa, valido come sesta prova del Campionato italiano 1935, si svolse il 1º settembre 1935 su un percorso di 270 km con partenza e arrivo a Padova. Fu vinto dall'italiano Vasco Bergamaschi, che completò il percorso in 9h14'00", precedendo i connazionali Antonio Fraccaroli e Domenico Oggero; risultarono classificati 15 dei 49 ciclisti al via.
Il vincitore iniziale, Learco Guerra, così come il quarto classificato, Gino Bartali, furono squalificati dalla Federazione Ciclistica Italiana per spinte ricevute sulla salita di Castelnuovo di Teolo e per aver usufruito di scie nel tratto finale da Teolo a Padova. Aldo Bini (inizialmente secondo), Giovanni Cazzulani (terzo), Giovanni Gotti (quinto), Adriano Vignoli (sesto), Rinaldo Gerini (settimo), Walter Generati (ottavo), Aldo Canazza (nono) ed Enrico Mara (decimo) furono retrocessi dall'ottavo al quindicesimo posto per spinte ricevute sulla salita di Castelnuovo. Vincitore fu così proclamato Vasco Bergamaschi, giunto undicesimo.

## Percorso
Organizzata dall'Ufficio Sportivo Federale di Padova, la corsa partì dall'area della Fiera campionaria patavina avviandosi per attraversare nell'ordine Vigonza, Santa Maria di Sala, Noale, Scorzè (km 31,6), Zero Branco, Treviso, Postioma (km 58,9), Biadene, Cornuda (km 75,9), Pederobba, Quero (km 89,6), Feltre, Arsiè (km 117,5) e, dopo una breve discesa, Primolano (km 125). Qui ebbe inizio la salita verso Gallio (1085 m s.l.m.) passando per Enego (km 134) e Foza (km 149); si transitò poi per Asiago (km 162) e Cavrari prima della discesa verso Caltrano e Thiene (km 198). La gara continuò quindi per Caldogno (km 208), Vicenza, Barbarano (km 235,7), Vo', la salita di Castelnuovo di Teolo (400 m s.l.m.) fino al traguardo finale posto al campo sportivo di Padova.

## Ordine d'arrivo
| Pos. | Corridore          | Squadra           | Tempo    |
| ---- | ------------------ | ----------------- | -------- |
| 1    | Vasco Bergamaschi  | Maino             | 9h14'00" |
| 2    | Antonio Fraccaroli | S.C. Battisti     | a 2'00"  |
| 3    | Domenico Oggero    | Gloria            | s.t.     |
| 4    | Radames Nocentini  | -                 | s.t.     |
| 5    | Giacinto Sessa     | S.C. Binda        | s.t.     |
| 6    | Antonio Pesenti    | Dei               | s.t.     |
| 7    | Walter Fantini     | Gloria            | s.t.     |
| 8    | Aldo Bini          | Maino             | s.t.     |
| 9    | Giovanni Cazzulani | Bianchi           | s.t.     |
| 10   | Giovanni Gotti     | Legnano           | s.t.     |
| 11   | Adriano Vignoli    | Maino             | s.t.     |
| 12   | Rinaldo Gerini     | Maino             | s.t.     |
| 13   | Walter Generati    | U.S. Crevalcorese | s.t.     |
| 14   | Aldo Canazza       | Bianchi           | s.t.     |
| 15   | Enrico Mara        | S.C. Mara         | s.t.     |